# John Giorno
John Giorno (Nova York, 4 de desembre de 1936-2019) és un poeta i artista estatunidenc.
D'avantpassats italians (la seva família procedia de Tursi, província de Matera), va néixer a Nova York. Va fer estudis a la Universitat de Colúmbia, on es va graduar el 1958. Freqüentar l'ambient underground novaiorquès dels anys 60. El 1962 va conèixer a Andy Warhol, que va ser el seu amant i va influir moltíssim en el desenvolupament de Giorno com a poeta. A partir de 1964 les relacions entre Giorno i Warhol es van refredar. Actualment, és parella de l'artista suís Ugo Rondinone.

## Giorno Poetry Systems
El 1968, Giorno va fundar un col·lectiu d'artistes que va rebre el nom de Giorno Poetry Systems (Sistemes de Poesia Giorno): el propòsit d'aquest col·lectiu era difondre les noves formes poètiques, fent servir les noves tecnologies i els més variats mitjans i estils, com el Spoken word (recital acompanyat de música), poetry slam (competició de declamacions de poesia) i tota mena d'actuacions, que sovint eren gravades pel col·lectiu. Alguns dels artistes que van col·laborar amb els Giorno Poetry Systems van ser William Burroughs, John Ashbery, Ted Berrigan, Patti Smith, Laurie Anderson, Philip Glass, Robert Rauschenberg i Robert Mapplethorpe.

## Filmografia
Giorno ha participat en nombrosos projectes fílmics experimentals. El 1963 va col·laborar amb Andy Warhol en Sleep, pel·lícula en què va gravar a Giorno nu, dormint al llit del seu apartament durant cinc hores. A mitjans dels anys 60 va intervenir en diverses pel·lícules de The Factory dirigides per Andy Warhol i Ronald Tavel, titulades All Screen Test. Va ser un dels artistes nord-americans que van intervenir en el documental Poetry in Motion dirigit el 1982 per Ron Mann, en el qual es va gravar a més de vint personalitats de la poesia contemporània que recitaven, cantaven o comentaven la seva obra. Entre d'altres, van participar-hi Charles Bukowski, John Cage, Tom Waits, William Burroughs, Allen Ginsberg i Helen Adam.
El 1983 va participar en un altre documental, Burroughs, de Howard Brookner, en el que es repassa la biografia de l'escriptor William Burroughs, i el 1987 va fer el mateix a Andy Warhol de Kim Evans i Lana Jokela, pel·lícula dedicada en aquest cas a Andy Warhol.
El 2007 va intervenir a la Nine Poems in Basilicata d'Antonello Faretta, pel·lícula basada en els seus poemes i en les seves performances, i The Hand of Fatima d'Augusta Palmer, pel·lícula que tracta sobre la relació entre el crític del New York Times Robert Palmer i el grup musical Master Musicians of Jajouka. També sobre música tracta el documental Flicker (2008) de Nik Sheehan, on Giorno apareix al costat de Brion Gysin, Marianne Faithfull o Iggy Pop.